# You Gonna Quit Me Blues
You Gonna Quit Me Blues' est une chanson de Blind Blake enregistrée en 1928 chez Paramount Records.